# Mickey 17
Mickey 17 es una película de ciencia ficción y comedia estadounidense-surcoreana de 2025 escrita, dirigida y coproducida por Bong Joon-ho, basada en la novela de 2022, Mickey7 de Edward Ashton. Está protagonizada por Robert Pattinson, Steven Yeun, Naomi Ackie, Toni Collette y Mark Ruffalo. 
Mickey 17 se estrenó el 28 de febrero de 2025 en Corea del Sur, seguido del resto del mundo el 7 de marzo, por Warner Bros. Pictures. Recibió generalmente críticas positivas de los críticos. La película recaudó 133 millones en taquilla, siendo considerada un fracaso de taquilla apenas superar su presupuesto de 118 millones.

## Premisa
Mickey Barnes es un "prescindible", un empleado descartable en una expedición humana enviada a colonizar el mundo helado de Niflheim. Después de que una iteración muere, se regenera un nuevo cuerpo con la mayoría de sus recuerdos intactos. Después de que uno de sus "múltiples", Mickey 17, sobreviva de manera inesperada en una de sus expediciones, termina encarándose con una nueva iteración, Mickey 18.

## Argumento
En el año 2054, Mickey Barnes y su amigo Timo se encuentran en la indigencia financiera después de un negocio fallido. Incapaces de pagarle a un usurero asesino, la pareja huye alistandose como tripulantes de una nave espacial que sale de la Tierra para colonizar el planeta Niflheim, Timo como piloto de transbordador y Mickey como el único "prescindible" de la nave espacial. Utilizando tecnología prohibida en la Tierra para clonar a Mickey y restaurar sus recuerdos, Mickey es tratado como desechable, se le asignan misiones letales y se regenera después de la muerte. Durante el viaje, se desarrolla un romance entre Mickey y la agente de seguridad Nasha.
Cuatro años después, la nave espacial llega al nevado Niflheim. Utilizando varios Mickey de forma secuencial, los científicos de la nave espacial desarrollan una vacuna contra los patógenos de Niflheim. Mickey 17, la decimoséptima iteración de Mickey, tiene la tarea de capturar la forma de vida similar a una oruga ("creeper") de Niflheim para su análisis. Mickey 17 cae en una fisura en el hielo, fuera del alcance de Timo, quien se va y reporta la muerte de Mickey 17. Los Creepers llegan y colectivamente empujan a Mickey 17 fuera de la fisura.
Mickey 17 regresa a la nave espacial y se encuentra con el recientemente generado Mickey 18, quien es más agresivo. Como el líder de la expedición, el político Kenneth Marshall, ha jurado matar a todos los "múltiples" (clones que viven simultáneamente), Mickey 18 intenta matar a Mickey 17, quien se resiste, sugiriendo que los dos Mickey vivan simultáneamente y se roten secretamente deberes, comidas y muertes. Mickey 18 luego intenta matar a Timo, pero es interrumpido y se va con Nasha. Mickey 17 es llevado a cenar con Marshall, su esposa Ylfa y la agente de seguridad Kai. Mickey 17 sufre un dolor severo después de que le sirvan carne experimental y lo traten con analgésicos experimentales. Kai interviene para evitar que Marshall ejecute a Mickey 17. Kai luego corteja a Mickey 17, quien huye.
Nasha se entera de los dos Mickey y los acepta a ambos. Kai descubre a los Mickey y va a denunciarlos. Nasha detiene a Kai, quien le pide que le deje tener a Mickey 17 para sí. Cuando Mickey 17 le informa a Mickey 18 lo que sucedió en la cena, Mickey 18 enfurece y decide matar a Marshall. Mickey 18 encuentra a Marshall en una ceremonia pública que conmemora un trozo de roca de Niflheim. Se desata el caos cuando Luko y Zoco, dos jóvenes creepers, emergen de la roca. Mickey 17 llega y captura a Zoco. Luko es asesinado por Kai y otros agentes de seguridad después de que Luko saltara sobre Marshall. Nasha evita que Mickey 18 mate a Marshall, quien descubre a los dos múltiples. Mickey 17, Mickey 18 y Nasha son arrestados. Numerosos creepers, guiados por su líder, llegan fuera de la nave, llamando a Zoco.
En el calabozo, la descripción de Mickey 17 de los creepers que lo ayudan hace que Nasha se dé cuenta de que no son hostiles. Timo intenta matar a uno de los dos Mickey para satisfacer al usurero, pero Nasha y Mickey 18 lo frustran. Los Mickey y Nasha son llevados ante Marshall, que quiere matar a los creepers. Marshall destruye los recuerdos almacenados de Mickey, mientras que Nasha salva a Zoco de la muerte. Ylfa y el asistente de Marshall, Preston, convencen a Marshall de que encargue a los Mickey que compitan en la recolección de colas de creepers, y al ganador se le permitirá vivir. Se implantan bombas en los Mickey para garantizar el cumplimiento.
Cuando los Mickey salen al exterior de la nave, buscan pacíficamente al líder de los creepers, lo que impulsa a Marshall a salir él mismo con un equipo de seguridad, con la intención de matar personalmente a los creepers. Usando un dispositivo de traducción, Mickey 17 se comunica con la líder de los creepers, informando sobre el plan de Marshall. La líder de los creepers amenaza con matar a todos los humanos a menos que Zoco sea devuelto con vida y un humano sea asesinado en compensación por la muerte de Luko.
Mickey 17 se comunica con Nasha a través de la cámara y ella se da cuenta de la necesidad de liberar a Zoco. Nasha toma a Ylfa como rehén para asegurar la liberación de Zoco. Nasha libera a Ylfa, quien intenta matar a Zoco, pero Nasha salva a Zoco nuevamente. Los agentes de seguridad arrestan a Ylfa. Nasha devuelve a Zoco a la líder de los creepers, mientras Mickey 18 lucha contra Marshall. Mickey 18 detona la bomba que le colocaron en el pecho, matándose a sí mismo y a Marshall para cumplir con la demanda de la líder de los creepers.
Después de las consecuencias, Ylfa se suicida en un pabellón psiquiátrico, mientras que Preston y otros conspiradores de Marshall son encarcelados. Un socio del usurero intenta matar a Timo, pero Timo lo mata en su lugar. Nasha es elegida más tarde como líder política de la colonia y oficia una ceremonia inaugural en Niflheim, donde Mickey 17 (ahora "Mickey Barnes") detona el dispositivo de clonación para terminar simbólicamente el programa de los Mercenarios.

## Reparto

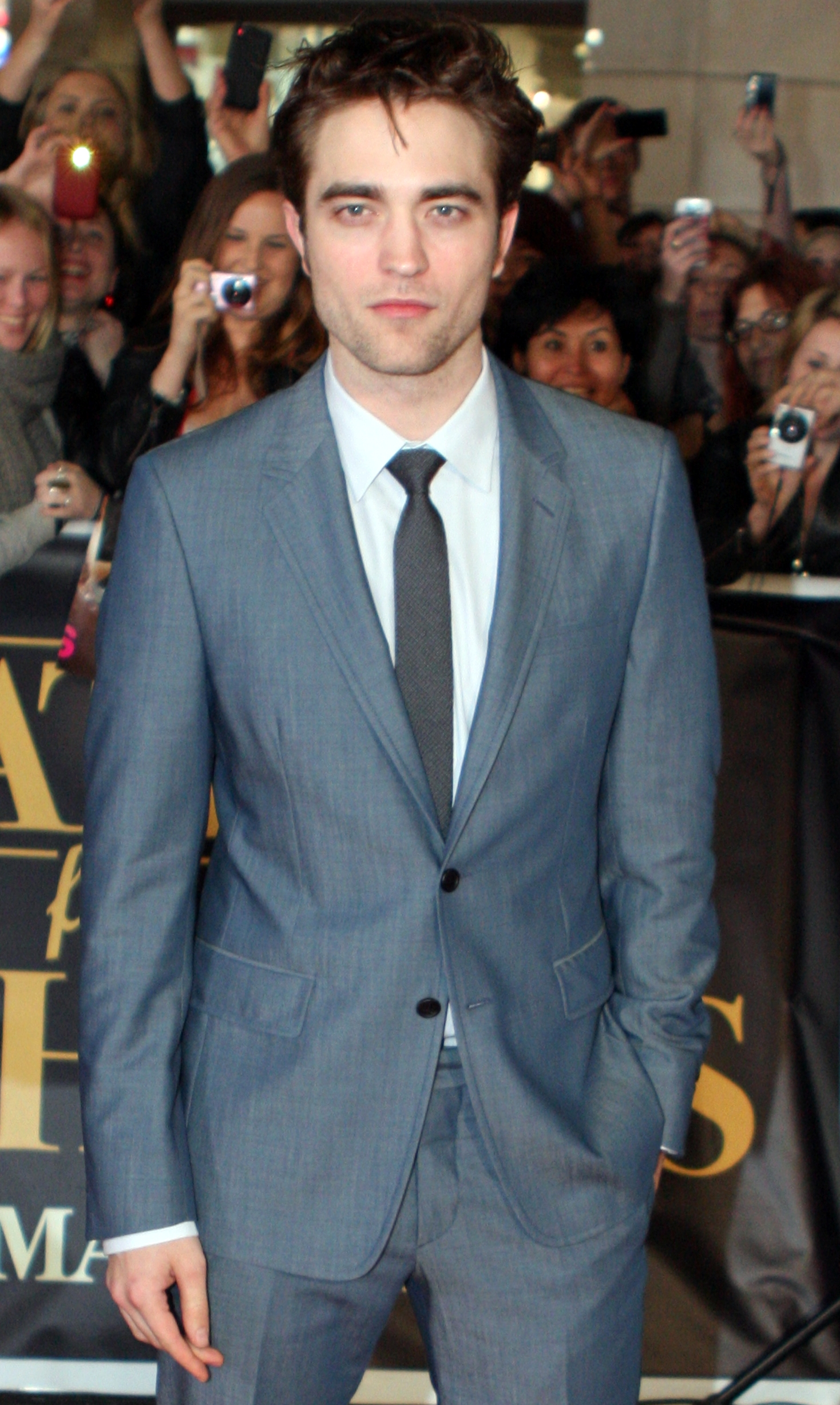
Robert Pattinson en un estreno en 2011.

- Robert Pattinson como Mickey Barnes/Mickey 17|18
- Steven Yeun como Timo
- Naomi Ackie como Nasha
- Toni Collette como Ylfa Marshall
- Mark Ruffalo como Kenneth Marshall
- Holliday Grainger como Red Hair
- Anamaria Vartolomei como Kai Katz
- Thomas Turgoose como Bazooka Soldier
- Angus Imrie como Agente Charlie
- Patsy Ferran como Dorothy
- Daniel Henshall como Preston
- Steve Park como Agente Zeke
- Tim Key como Hombre Paloma

## Producción
Se anunció el desarrollo de una adaptación cinematográfica de la novela, Mickey7 de Edward Ashton en enero de 2022, con Bong Joon-ho escribiendo, dirigiendo y produciendo para Warner Bros. Pictures. Robert Pattinson estaba en conversaciones para protagonizar la película en el momento del anuncio. Se confirmó que Pattinson protagonizaría en mayo de 2022, con Naomi Ackie, Toni Collette y Mark Ruffalo uniéndose al elenco. En julio, se agregó Steven Yeun al elenco.
La producción comenzó el 2 de agosto de 2022 en los estudios Warner Bros. en Leavesden, y concluyó en diciembre de 2022.

## Lanzamiento

### Estreno en cines
Mickey 17 fue estrenada en los Estados Unidos el 7 de marzo de 2025 por Warner Bros. Pictures. Originalmente estaba prevista su estreno en cines el 29 de marzo de 2024. Sin embargo, se eliminó indefinidamente del calendario de estrenos en enero de 2024 debido a la huelga SAG-AFTRA de 2023 y los retrasos en la posproducción, y Godzilla x Kong: The New Empire tomó la fecha en su lugar, antes de que la película recibiera su nueva fecha un mes después. En marzo de 2024, se anunció que la película se estrenaría en Corea del Sur, el 28 de febrero de 2025, tres días antes de su estreno mundial.

### Medios domésticos
Mickey 17 fue lanzada para descarga digital el 8 de april de 2025, y en Ultra HD Blu-ray, Blu-ray y DVD el 13 de mayo de 2025.

## Recepción

### Taquillas
Hasta el 10 de mayo de 2025, Mickey 17 había recaudado 46,0 millones de dólares en Estados Unidos y Canadá, y 87,0 millones de dólares en otros territorios, para un total mundial de 133 millones de dólares. Con un gasto combinado de 198 millones de dólares en producción y marketing, se estimó que la película necesitaba recaudar entre 240 y 300 millones de dólares en todo el mundo para alcanzar el punto de equilibrio. Variety informó más tarde que la película le haría perder a Warner Bros. entre 75 y 80 millones de dólares durante su exhibición en cines.
En Corea del Sur, la película se estrenó el 28 de febrero de 2025 y obtuvo el debut pospandémico más alto de Warner Bros., recaudando 1,7 millones de dólares. millones y superando el récord establecido previamente por la película de Pattinson de 2022, The Batman .  Debutó con un precio de $9. millones en su primer fin de semana. 
En Estados Unidos y Canadá, se proyectaba que Mickey 17 recaudaría entre 18 y 20 millones de dólares. millones de 3.770 salas en su fin de semana de estreno.  Ganó $7.7 millones en su primer día, incluyendo un estimado de $2.5 Millones de vistas previas del jueves.  Debutó con un precio de $19. millones,  que Deadline Hollywood describió como en línea con las películas de ciencia ficción originales, incluyendo Jupiter Ascending ($18.3 millones de dólares en su apertura en 2015), Ad Astra ($19 millones en 2019) y The Creator ($14 millones en 2023). Debido al presupuesto de la película, la publicación también proyectó que la película no sería rentable de inmediato para Warner Bros.  En su segundo fin de semana, la película recaudó $7.4 millones (cayendo un 61%), quedando tercero detrás de los recién llegados Novocaine y Black Bag .   Luego ganó $3.7 millones en su tercer fin de semana, terminando en quinto lugar.   Salió del top ten de taquilla en su séptimo fin de semana. 

### Respuesta crítica

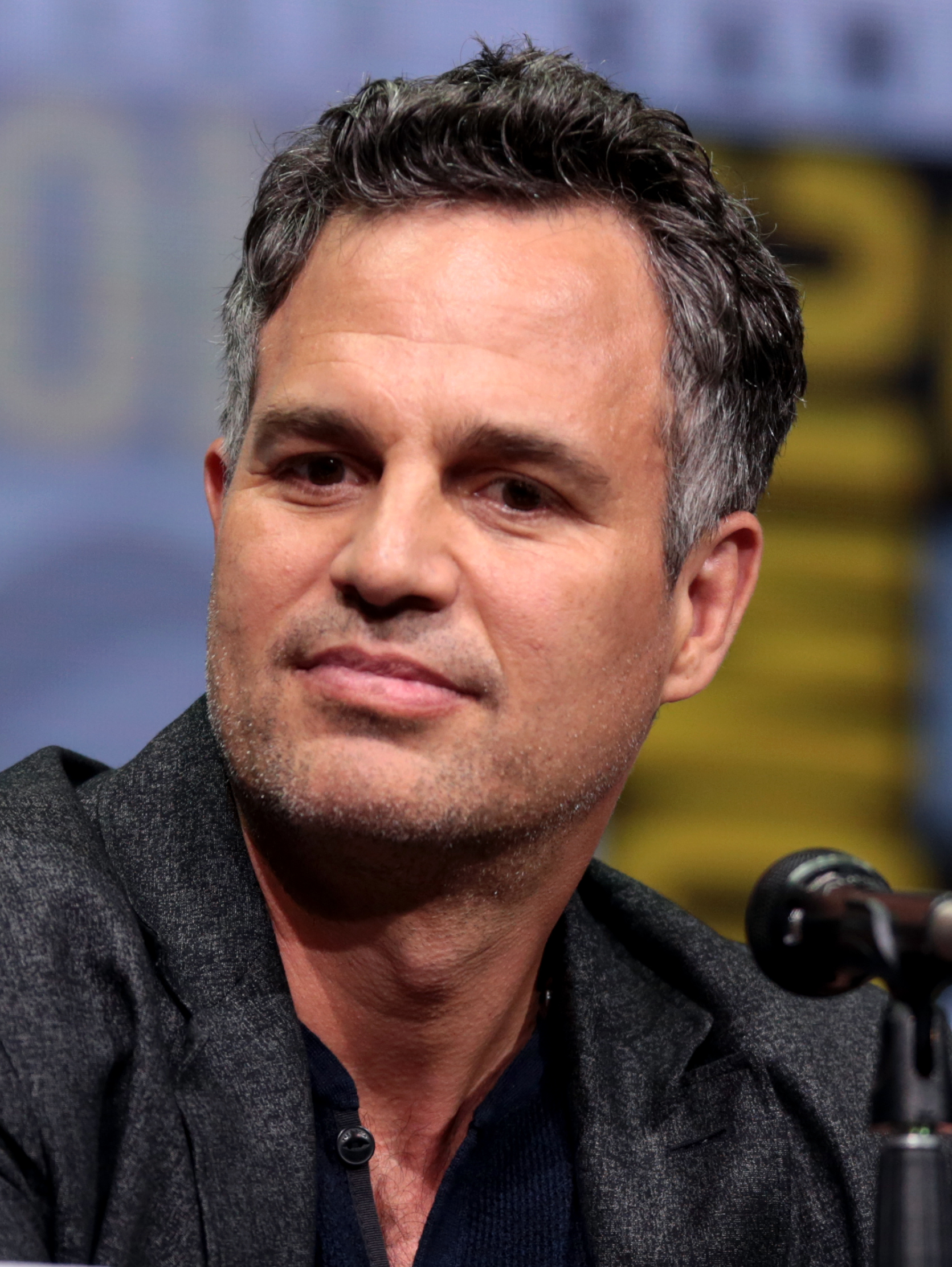
Mark Ruffalo interpreta a Kenneth Marshall, a quien los críticos han observado como un personaje similar a figuras autoritarias del mundo real.

En el sitio web recopilador de reseñas Rotten Tomatoes, el 77 % de las 333 reseñas de los críticos son positivas. El consenso del sitio web dice: « Mickey 17 encuentra a Bong Joon Ho retomando su especialidad de ciencia ficción disparatada con una crítica social mordaz en su núcleo, demostrando de paso que nunca hay demasiados Robert Pattinson». Metacritic, que utiliza un promedio ponderado, le asignó a la película una puntuación de 72 sobre 100, basándose en 60 críticos, lo que indica reseñas «generalmente favorables». El público encuestado por CinemaScore le dio a la película una calificación promedio de «B» en una escala de A+ a F, mientras que los encuestados por PostTrak le dieron 4 de 5 estrellas, y el 63 % afirmó que definitivamente la recomendaría.
Robbie Collin de The Daily Telegraph le otorgó a la película 4 de 5 estrellas, señalando: "Como en gran parte del trabajo de Bong, su actitud de cambiar de género mantiene a su audiencia alerta. La película vira de la payasada al absurdo al horror y viceversa, a menudo en una sola toma, como la imagen habitual del último clon de Pattinson saliendo de la impresora de carne con un esponjoso esponjoso".  Jacob Oller de The AV Club llamó a la película "Una crítica de ciencia ficción difícil de manejar, prolija y tremendamente entretenida de nuestro presente deshumanizante".  En su reseña para NPR, el crítico Justin Chang escribió que la sátira de la película "se desgasta terriblemente", pero que "Bong es uno de los pocos cineastas que puede trabajar a esta escala, con un diseño de producción elaborado y efectos visuales intrincados, y aún así conservar su firma artística". 
Una reseña menos entusiasta provino de Richard Lawson, de Vanity Fair, quien calificó la película como una "decepcionante secuela de Parásitos ", al tiempo que declaró: "Quizás si Bong se hubiera centrado en la idea del clon, explorando con más detalle el trato aniquilador que el mundo corporativo da a los trabajadores, podría haber llegado a algo impactante, incluso profundo. Por desgracia, en última instancia, está demasiado enamorado de sus creaciones animales y de los chistes más generales sobre tiranos obsesionados con las cámaras de televisión. A pesar de su reducida capacidad de atención, Mickey 17 se parece menos a una nueva declaración de un gran maestro y más a un febril 'pergamino fatal' de TikTok que no lleva a ninguna parte". 
Jocelyn Noveck de Associated Press le dio a la película 2 estrellas de 4, diciendo que si bien la muerte repetida del personaje de Pattinson es un recurso argumental interesante y el punto culminante de la película, "gran parte de esta película se convierte en caos narrativo, hinchazón y exceso". 
Kenneth Marshall, el capitán de nave espacial y político interpretado por Mark Ruffalo, ha sido interpretado por algunos críticos como una caricatura de los líderes autoritarios.    Por ejemplo, Polygon describe a Marshall como "una figura claramente similar a Trump, cuyas peligrosas asociaciones con el fanatismo religioso y el nacionalismo blanco son meras vías para ganar credibilidad política entre su base".  Bong aclaró que el personaje de Marshall no se basa en ningún individuo específico, sino que es "una mezcla de muchos políticos diferentes" y "dictadores que hemos visto a lo largo de la historia".